# Hillsborough County (Florida)
Hillsborough County je okres (county) amerického státu Florida. Správním střediskem a zároveň největším městem je Tampa. K roku 2016 zde žilo přibližně 1 349 050 obyvatel. Okres je pojmenovaný podle britského ministra kolonií Willse Hilla, který byl v severní Americe známý pod svým titulem Earl of Hillsborough.

## Historie
Okres vznikl 25. ledna 1834 z částí okresů Alachua County a Monroe County. V době svého vzniku mělo Hillsborough County mnohem větší rozlohu, zahrnovalo také dnešní Charlotte, De Soto, Hardee, Manatee, Pasco, Pinellas, Polk a Sarasota County.

## Sousední okresy
| Růžice kompasu |                 | Pasco County                  |               | Růžice kompasu |
| Růžice kompasu | Pinellas County | Sever                         | Polk          | Růžice kompasu |
| Růžice kompasu | Pinellas County | Hillsborough County (Florida) | Polk          | Růžice kompasu |
| Růžice kompasu | Pinellas County | Jih                           | Polk          | Růžice kompasu |
| Růžice kompasu |                 | Manatee County                | Hardee County | Růžice kompasu |